# 홍문공도
홍문공도는 고려 문종때 예부상서, 중추원사를 지낸 정배걸이 개경의 남문밖에 설립한 사숙으로 공양왕때 사학이 정비되면서 없어졌다.

## 개설자
정배걸(鄭倍傑)은 현종 8년(1017년) 문과 장원급제하고 문종 1년(1047년) 중추원부사로서 지공거가 되어 김정신등 진사를 선발하였다. 관직이 예부상서 중추원사에 이르렀으며 문종때에 일찍이 사숙(私塾)을 열어 제자들을 가르쳤는데 과거에 응시하려는 자들이 소속되어 공부하던 곳으로 이곳을 홍문공도(弘文公徒) 또는 웅천도(熊川徒)라 불렀다.

## 개설장소
문종때 정배걸(鄭倍傑)에 의하여 개성 남문밖에 설립되었다고 하나 좀더 구체적인 장소는 알려진 바는 없으며 홍문공도(弘文公徒)라고 불렀고 일명 웅천도(熊川徒)라고도 한다. 홍문(弘文)은 정배걸이 사후에 받은 시호이니 초기에는 웅천도라고 부르다 나중에 홍문공도로 바뀌었으리라고 추정된다.

## 개설시기
홍문공도(弘文公徒)의 정확한 개설 시기는 알 수 없지만 설립자인 정배걸(鄭倍傑)의 사망 이전으로 보아야 할 것이다. 정배걸의 사망시기는 고려사와 고려사절요에 정배걸(鄭倍傑)과 정걸(鄭傑)이 혼용되어 나타나고 있어 기존 사학계에서는 정배걸과 정걸을 동일시 하지 않고 있어 정배걸의 홍문공도 설립시기에 대한 구체적인 언급이 없이 "문종때 일찍이" 또는 "최충의 문헌공도가 생긴 이후"등과 같이 표기하고 있으나 동사강목에 문종 5년(1051년) 8월에 정배걸이 졸하였다는 기록과 고려사에 문종 5년(1051년) 8월에 정걸이 졸하였다는 기록을 볼때 정배걸과 정걸은 동일인에 대한 오기로 보이며 홍문공도는 1051년 8월 이전에 설립되었다고 보는 것이 타당하다.

## 정배걸과 정걸에 대한 기록비교
동일인 여부를 확인하기 위하여 역사 기록에 나오는 정배걸(鄭倍傑)과 정걸(鄭傑)의 기록은 다음과 같다.
- 정배걸[고려사절요] 현종 8년(1017년) 3월 :  정배걸 등 8인에게 급제를 주었다.
- 정배걸[고려사 선거지 選場]  :  중추원부사(中樞院副使) 정배걸(鄭倍傑)을 지공거로 임명해 진사를 뽑게 하고 을과(乙科) 김정신(金鼎新) 등 2명, 병과(丙科) 9명, 동진사(同進士) 6명, 명경(明經) 3명을 급제시켰다.
- 정걸[고려사] 문종 3년(1049년) 2월  :  정걸을 동지중추원사로 삼았다.
- 정걸[고려사] 문종 3년(1049년) 3월  :  정걸을 비서감, 지중추원사로 삼았다.
- 정걸[고려사절요] 문종 4년(1050년) 정월  :  정걸을 중추원사, 한림학사승지로 삼았다.
- 정걸[고려사] 문종 4년(1050년) 정월  :  정걸을 중추원사, 한림학사승지로 삼았다.
- 정배걸[동사강목] 문종 5년(1051년) 8월  :  중추사 정배걸이 졸하였다.
- 정걸[고려사] 문종 5년(1051년) 8월  :  중추사 예부상서 정걸이 졸하였다.
- 정배걸[고려사절요] 문종 34년(1080년] 2월  :  고 문하시중 왕총지와 예부상서 중추사 정배걸은 모두 충성스럽고 곧기가 짝이 없으며 재주와 식견이 뛰어났으니...
- 정문[고려사열전]  :  정문의 자는 의덕(懿德)이니 초계현(草溪縣)사람이다. 그의 아버지 정배걸(鄭倍傑)은 과거에 장원급제하고 벼슬이 예부상서 중추사에 이르렀으며....

## 자료정리
- 정배걸과 정걸은 최종 관직이 모두 예부상서, 중추사이다. 비슷한 이름을 가진 사람이 동시대에 같은 최종 관직을 가질 수 있는가? 당연히 그럴 수 없고 동일인에 대한 기록자의 오기라고 보여진다.
- 문종 5년(1051년) 8월에 중추사 정배걸과 중추사 예부상서 정걸이 사망하였는데 이것이 서로 다른 사람의 기록일 경우는 없다. 비슷한 이름을 가진 사람이 같은 날에 사망할 수 있는가? 두 사람은 동일인이다.
- 정배걸과 정걸의 중추원내에서의 관직 이동을 살펴보면 정배걸(중추원부사;1047년)>>>정걸(동지중추원사;1049년 2월)>>>정걸(지중추원사;1049년 3월)>>>정걸(중추원사;1050년 1월). 정배걸(중추사)로 변동된 기록을 확인 할 수 있는데 중추원내에서의 관직의 위계 순서와 승진으로 관직 이동 사항이 정확하게 일치하고 있다. 이것은 동일인이라는 강력한 증거이다.
- 정문이 정배걸의 유복자로 출생하였는데 초계정씨 족보에 출생년도가 1051년으로 기록되어 있는데 이것은 사서의 기록과 일치한다고 봐야 한다. 최충의 문헌공도는 1055년 이후 설립되었는데 정배걸이 당시까지 생존했을리 없으며 홍문공도도 당연히 그 이전에 설립되었다고 본다.

## 현행 주류 사학계의 시각
- 최충이 문헌공도를 설립하자 유신 11명이 잇따라 사숙을 설립하였다.
- (정배걸은)최충이 문헌공도를 설립한 뒤 개경의 남문밖에 사숙을 개설하여 후진을 양성하였다.
- (홍문공도는)최충의 문헌공도에서 비롯된(또는 11명의 유신들이 추종해서 만든) 사학12도의 하나이다.

## 같이 보기
- 정배걸
- 정문
- 최충
- 구재학당